# ConsenSys
ConsenSys是约瑟夫·鲁宾创立的区块链软件公司，其官方定位是venture production studio，宗旨是为区块链生态圈开发Decentralized Applications（ÐApp）并为开发者及终端用户提供相应工具。其主要项目皆基于以太坊平台。
2017年以5000万美元成立ConsenSys Ventures。

## 研究項目
- 2018年，ConsenSys委托区块链测试公司Whiteblock对EOS进行基准测试。[4][來源請求]

## 外部連結
- 官方網站 （页面存档备份，存于）